# Адель, Ибрахим
Ибрахим Адель Али Мохамед Хасан (араб. أحمد عيد محمد جاد الحق‎; род. 23 апреля 2001, Порт-Саид) — египетский футболист, полузащитник клуба «Пирамидз» и сборной Египта. Участник двух Олимпийских игр (2020, 2024).

## Клубная карьера
Воспитанник футбольных клубов «Аль-Меррейх» (Порт-Саид) и «Пирамидз». В стане последнего дебютировал во взрослом футболе в матче чемпионата Египта 30 мая 2019 года против «Харас Эль-Ходуд» (1:1). Вместе с командой становился чемпионом Египта, дважды завоёвывал бронзовые и дважды серебряные медали. Неоднократно участвовал в розыгрышах Лиги чемпионов КАФ и Кубка Конфедерации КАФ.

## Карьера в сборной
Летом 2021 года главный тренер сборной Египта Шавки Гариб включил Аделя в состав команды для участия в Олимпийских играх в Токио, где команда остановилась на стадии 1/4 финала, уступив будущему чемпиону — сборной Бразилии (0:1).
В составе национальной сборной Египта под руководством Карлуша Кейроша отправился на Кубок африканских наций 2021 года в Камеруне, но на поле не выходил. Его официальный дебют в футболке сборной состоялся 5 июня 2022 года в матче квалификации Кубка африканских наций против Гвинеи (1:0).
В 2023 году стал финалистом Кубка африканских наций до 23 лет в Марокко, что позволило Египту пройти на Олимпийские игры 2024 года в Париже. Участник чемпионата Федерации футбола Западной Азии (для игроков до 23 лет) в 2024 году в Саудовской Аравии.
Летом 2024 года главный тренер Египта Рожерио Микале включил Ибрагима Аделя в состав команды для участия в Олимпиаде 2024 года.

## Достижения
- Чемпион Египта: 2023/24
- Серебряный призёр чемпионата Египта: 2021/22, 2022/23
- Бронзовый призёр чемпионата Египта: 2019/20, 2020/21